# Анита Асанте
Анита Асанте (27. април 1985) је енглеска фудбалерка који игра на позицији одбрамбеног играча и тренутно наступа за клуб Челси. Такође је део репрезентације Енглеске као и део олимпијског тима Велике Британије. Анита је завршила студије политике у Енглеској а у САД док је играла, уписала је докторске студије спорта које планира да заврши када се пензионише.

## Каријера
Асанте се свом првом клубу Арсенал придружила као јуниорка 1998. године. Постала је сениорска играчица у сезони 2003/2004. Била је део Арсеналове екипе која је освојила 4 титула у 2006/2007. сезони. Арсенал је направио историју тако што је био први тим ван Немачке или Скандинавије који је освојио УЕФА женски куп. Асанте је, како се извештава, одиграла утакмицу изузетно добро у финалу.
Дана 3. јула 2008. године објављено је да се Асанте заједно са саиграчицом Лијан Сандерсон придружила Челсију. Асанте је након потписивања рекла:
"Желим се надметати са играчицама Арсенала и Евертона и надам се да ћу стићи до неког финала, попут финала Лиге купа. Али такође не желим ништа да претпостављам; биће потребно много напорног рада, као и мотивисања девојака да заједно траже ту амбицију. Али играчице су сјајне овде у Челсију, са пуно ентузијазма и пуно младих нада. Такође знамо пуно млађих играчица које су раније биле у Арсеналу као и ван Енглеске, али постоји толико много других играчица који желе освојити титуле и за то ће бити спремни ове сезоне. "
У периоду од 2009—2010. године је живела у САД-у и играла за неколико клубова тамо.
После освајања шведског купа са Гетеборгом, прешла је у Малме али због повреде није могла да игра.
Наставила је да игра у Розенгарду да би се на крају вратила у Челси.

## Репрезентација
Асанте је играла у тиму Енглеске испод 17 година. Такође је била чланица и капитен Енглеске за тим до 19 година, а играла је и на почетном ФИФА-ином Светском првенству за млађе од 19 година у Канади 2002. Играла је 11 међународних мечева на овом нивоу. Била је на првом позиву за Енглеску до 21 године 2004. године, месец дана после свог високог међународног првенства.
Асанте је свој високи међународни деби имала када је ушла као замена против тима Исланда у мају 2004. године. Њена прва пуна утакмица била је против Северне Ирске у марту 2005. године. Свој први међународни гол постигла је тек у свом другом међународном мечу, који је против Норвешке био у априлу 2005. То се показало као победнички гол. Асанте је именована у репрезентацији Енглеске за европско првенство 2005. године.
Асанте је играла на Светском купу 2011. и остварила свој 50. сениорски међународни наступ у победи Енглеске резултатом 2: 0 над евентуалним шампионима Јапаном. Будући да је био део енглеског састава који је стигао до финала европског првенства 2009, Асанте је била уверена у шансе Енглеске уочи европског првенства 2013. Била је замењена на полувремену у поразу Енглеске од 3: 0 од Француске, што је запечатило елиминацију из првог круга.
У 2015. години, она је била једина енглеска играчица која је потписала петицију против контроверзног вештачког травњака коришћеног на турниру Светског првенства 2015. године.

## Изван фудбала
Асанте се отворено декларише као лезбијка.